# レイヨウジリス属
レイヨウジリス属 (Ammospermophilus) は、ネズミ目（齧歯目）リス科に分類される属。
砂漠地帯に生息する小型のジリスで、アメリカ合衆国南西部およびメキシコ北部に分布する。

## 概要
アメリカおよびメキシコの砂漠または乾燥地帯に生息する。温熱に耐えることができ、体温が40度を超えても生き残ることができる。いずれの種もいくぶん同様の外観および行動をとる。体長14-17センチメートル、尾長6-10センチメートル、体重110-150グラム。尾はやや平らになっている。横腹に白色の1本の縞がある。顔には縞はない。自分で掘った巣穴に住む。昼行性で、冬期には活動的ではなくなるが冬眠はしないため、容易に見られる。

## 分類

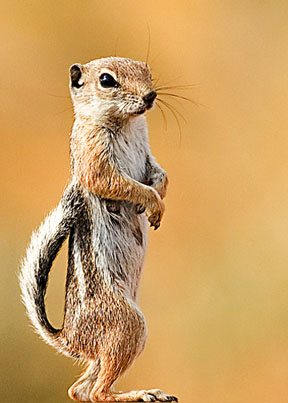
オジロレイヨウジリス

5種からなる。生息範囲はほとんど重なっていない。和名はマクドナルド (1986, p. 154)による。
- ハリスレイヨウジリス Ammospermophilus harrisii - アリゾナ州南部、ソノラ州に分布
- シマレイヨウジリス Ammospermophilus insularis - バハ・カリフォルニア・スル州エスピリトゥサント島(Isla Espíritu Santo)にのみ分布。2008年のIUCNレッドリストではオジロレイヨウジリスの亜種とされている[2]。
- テキサスレイヨウジリス Ammospermophilus interpres - テキサス州、ニューメキシコ州に分布
- オジロレイヨウジリス Ammospermophilus leucurus - ニューメキシコ州、アリゾナ州南部、カリフォルニア州、コロラド州、 ユタ州、ネバダ州、オレゴン州北部に分布。レイヨウジリス属で最も広範囲に分布している種。
- ネルソンレイヨウジリス Ammospermophilus nelsoni - カリフォルニア州サンホアキン・バレーに分布、絶滅危惧種。